# Jessie Hodges
Pour les articles homonymes, voir Hodges.
Jessie Hodges, née le 19 octobre 1996 à Hamilton, est une coureuse cycliste néo-zélandaise.

## Palmarès sur piste

### Jeux olympiques
- Tokyo 2020
  - 11e de la course à l'américaine

### Coupe du monde
- 2019-2020
  - 1re de la poursuite par équipes à Hong Kong (avec Emily Shearman, Nicole Shields, Ally Wollaston et Michaela Drummond)
  - 2e de l'américaine à Hong Kong
  - 3e de l'américaine à Cambridge

### Coupes des nations
- 2023
  - 2e de la poursuite par équipes au Caire

### Championnats d'Océanie
| Édition / Épreuve | Poursuite par équipes | Course aux points | Américaine |
| Adelaide 2018     | Argent                | Bronze            | Bronze     |
| Invercargill 2019 | Or                    | Argent            | Argent     |
| Brisbane 2023     | Argent                |                   |            |

### Championnats nationaux
- 2017
  - 2e de la course à l'américaine
- 2018
  -  Championne de Nouvelle-Zélande de poursuite
  -  Championne de Nouvelle-Zélande de course aux points
  -  Championne de Nouvelle-Zélande de course à l'américaine (avec Emily Shearman)
  - 2e du scratch
  - 3e du keirin
- 2019
  -  Championne de Nouvelle-Zélande de poursuite par équipes
  -  Championne de Nouvelle-Zélande de course à l'américaine (avec Lauren Ellis)
  - 2e du scratch
  - 3e de l'omnium
- 2020
  -  Championne de Nouvelle-Zélande de poursuite par équipes
  -  Championne de Nouvelle-Zélande de course aux points
  -  Championne de Nouvelle-Zélande du scratch
  -  Championne de Nouvelle-Zélande de course à l'américaine (avec Ally Wollaston et Rushlee Buchanan)
  -  Championne de Nouvelle-Zélande d'omnium
- 2021
  -  Championne de Nouvelle-Zélande de course à l'américaine (avec Ally Wollaston)